# Gasthaus „Zum Jägerhof“

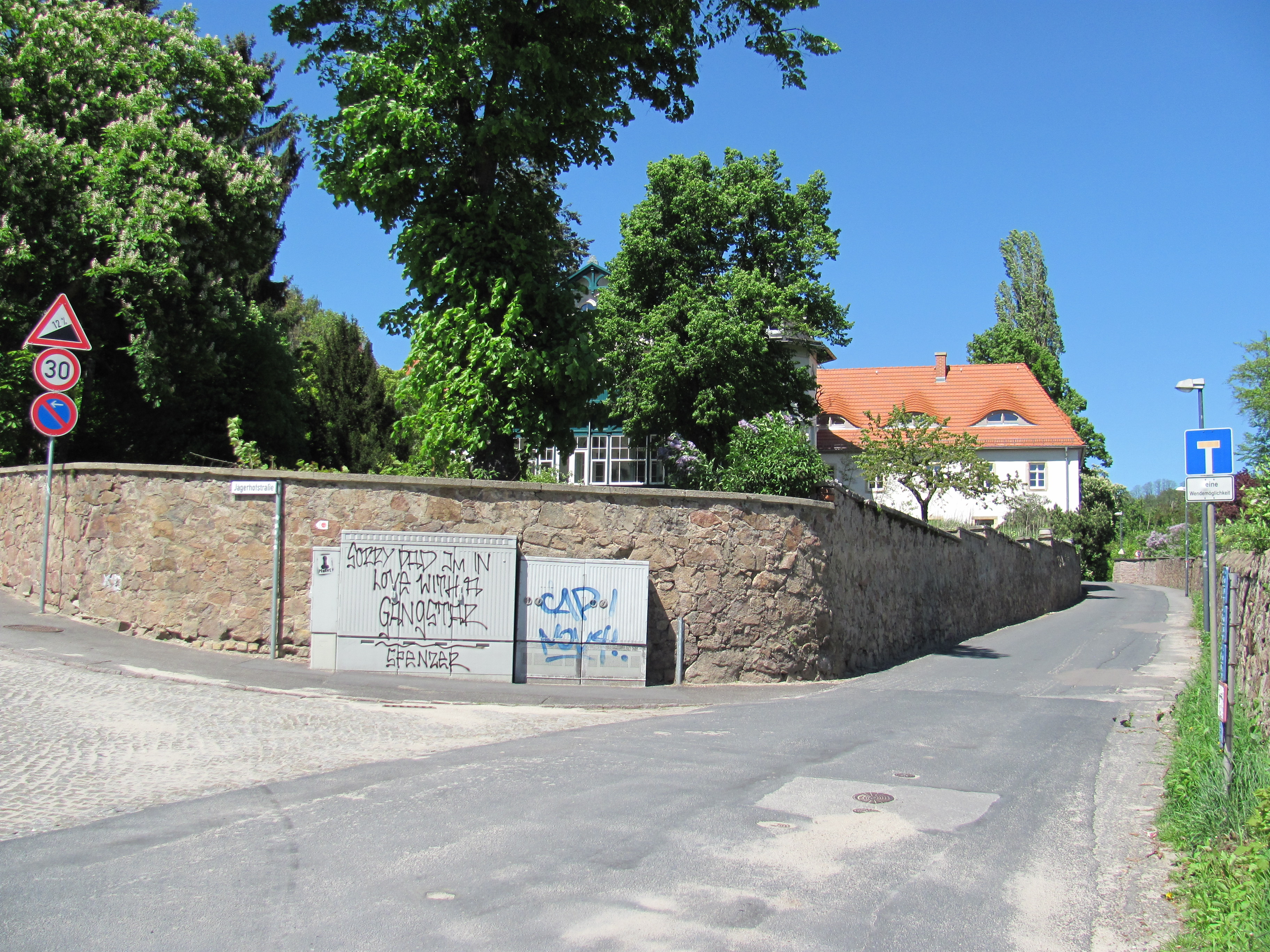
Ehemaliges Gasthaus „Zum Jägerhof“, von Süden, heute ein Mehrfamilien-Wohnhaus

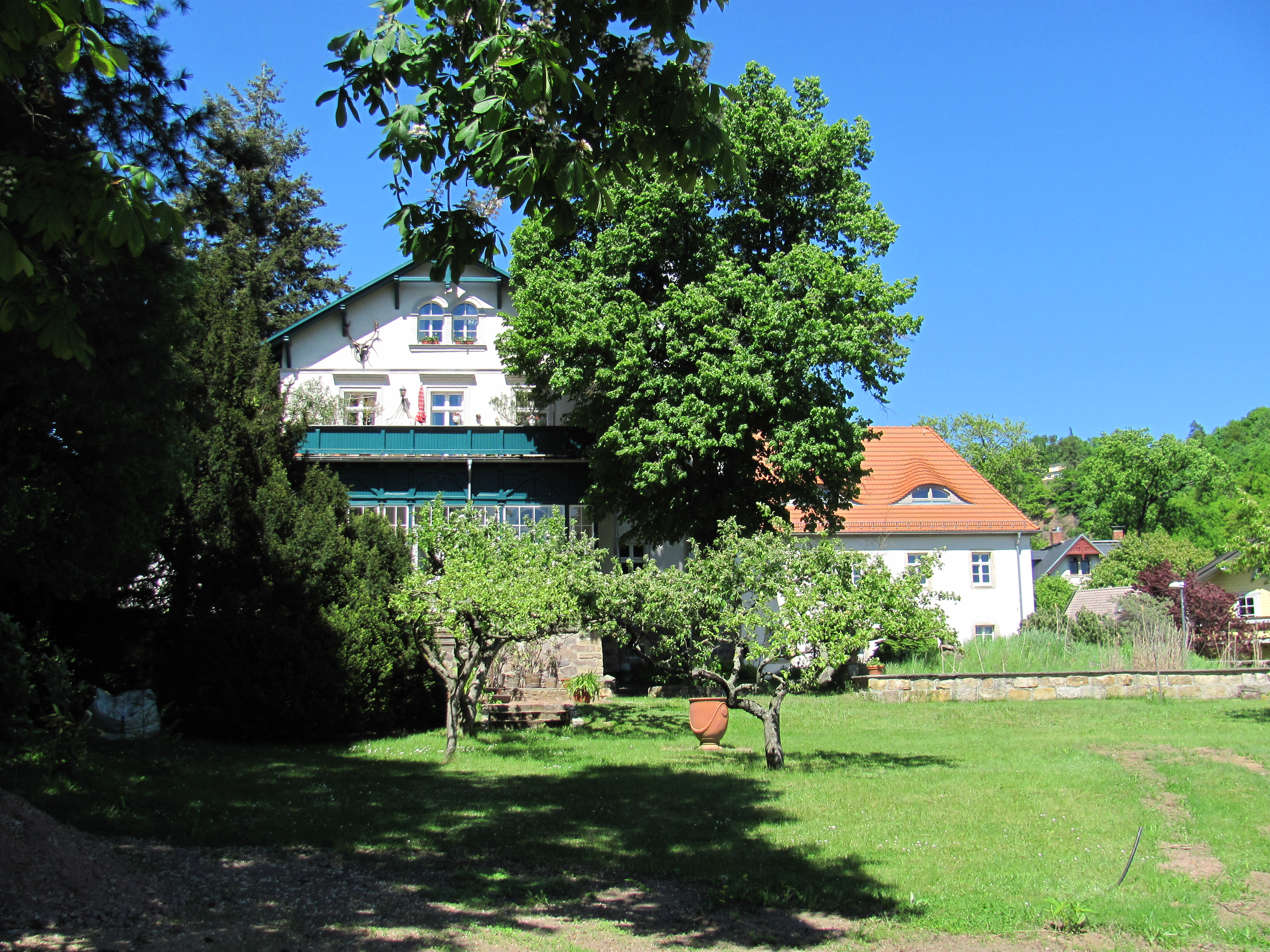
Ehemaliges Gasthaus „Zum Jägerhof“, Blick zur ehem. Gästeveranda

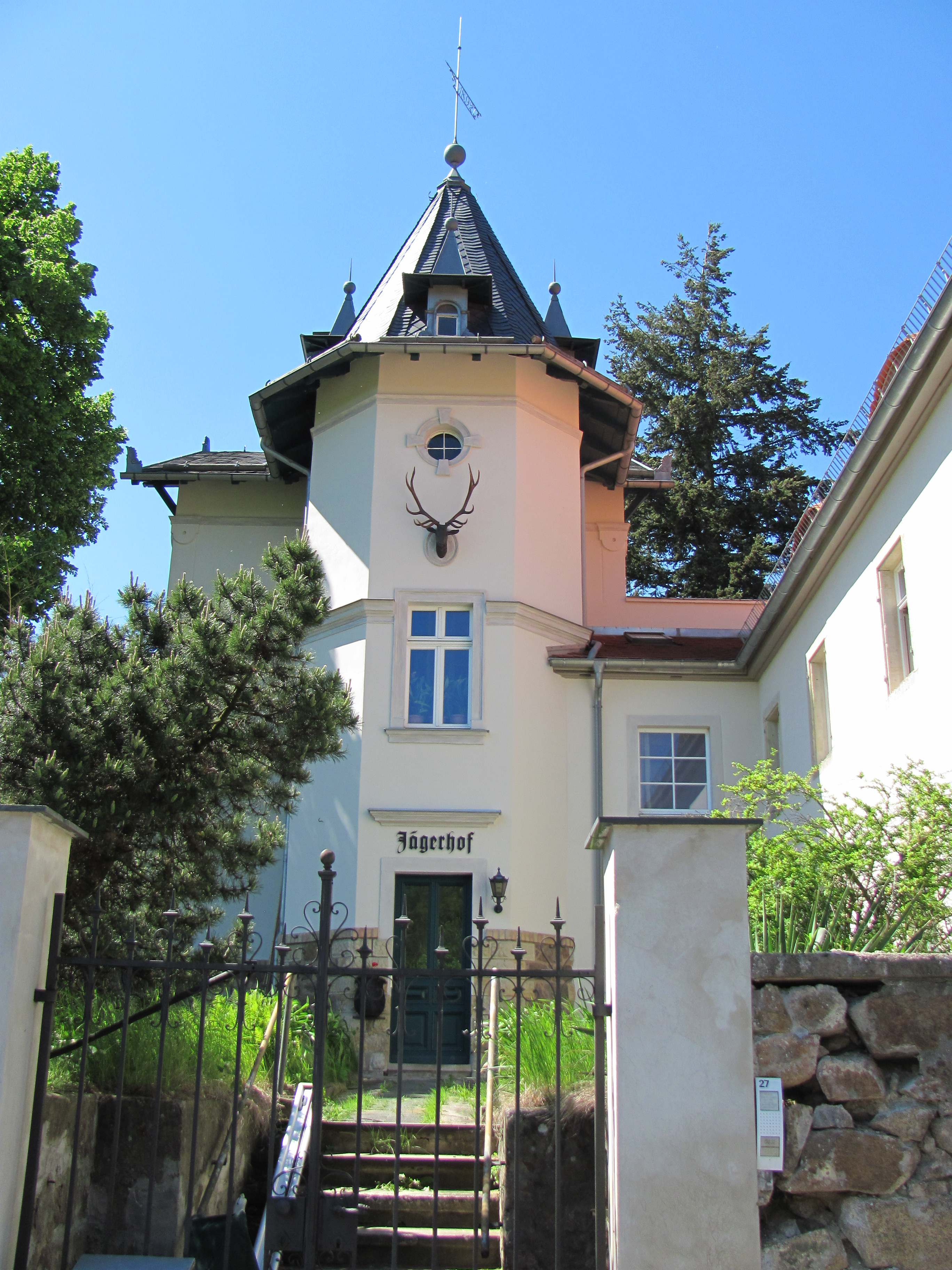
Ehemaliges Gasthaus „Zum Jägerhof“, Eingangsturm

Das ehemalige Gasthaus „Zum Jägerhof“ liegt in der Dr.-Rudolf-Friedrichs-Straße 27 im Stadtteil Niederlößnitz der sächsischen Stadt Radebeul. Heute ist die aus mehreren Baukörpern bestehende Gebäudegruppe ein Mehrfamilienwohnhaus. Das westlich der Dr.-Rudolf-Friedrichs-Straße gelegene Anwesen liegt im Denkmalschutzgebiet Historische Weinberglandschaft Radebeul sowie im Landschaftsschutzgebiet Lößnitz. Die Denkmalliste führt das Anwesen unter der Bezeichnung Jägerhof; die nahegelegene Besenwirtschaft am Fachwerkhaus Auf den Bergen 11 nutzt die davon abgeleitete Bezeichnung Jägerhof im Paradies aufgrund der Lage am Fuß des Weinbergs Paradies.

## Beschreibung
Der mitsamt späteren Erweiterungsbauten sowie der Einfriedung unter Denkmalschutz stehende, ehemalige Gasthof ist eine Gebäudegruppe auf einem nach Süden abfallenden Grundstück mit weitläufigem Garten zwischen der Dr.-Rudolf-Friedrichs-Straße im Osten und der Jägerhofstraße im Südwesten und Westen. Direkt im Westen der Jägerhofstraße liegt auf den sogenannten Welzigbergen die Radebeuler Weinlage Paradies (mit dem im Westen liegenden ehemaligen Berggasthaus Paradies).
Von Süden gesehen liegt rechts quer der schlichte Baukörper des alten Weinberghauses. Dieser mit der Schmalseite an die Dr.-Rudolf-Friedrichs-Straße grenzende Putzbau ist zweigeschossig; er hat ein ziegelgedecktes Walmdach mit Fledermausgauben.
Links des Weinberghauses und nach Süden vorgezogen schließt sich rechtwinklig an einen niedrigeren Verbindungsbau das etwa quadratische Gaststättengebäude an. Das zweigeschossige Gebäude im Schweizerstil steht auf einem Bruchsteinsockel und hat ein flaches, überkragendes Satteldach mit Schieferdeckung. Die Fassaden sind verputzt, an den Ecken finden sich Eckquaderungen. Das Dachgeschoss weist Fachwerk auf. Nach Süden zum Garten hin steht in der Giebelseite ein breiter Verandavorbau. Auf der Ostseite des Gebäudes steht ein achteckiger „Treppenturm mit pyramidalem Helm, die gaubenartigen Nebentürmchen des Turmhelms jüngst [vor 2006] wiederhergestellt.“
Die Einfriedung erfolgt durch eine, wegen des abfallenden Geländes getreppte, Bruchsteinmauer.

## Geschichte
Kernbau der heutigen Gebäudegruppe ist ein Weinberghaus aus der Zeit um 1750. Namentlich bekannt sind die beiden Eigentümer von 1775, die kurfürstlich-sächsischen Kammersekretäre Friedrich Meuser und Karl Friedrich Heerwagen. 1789 gehörte das Anwesen Henr. Carl. geb. Beyer, der Witwe des Geheimen Finanzsekretärs Heerwagen. 1789 folgte Johann Gottfried Mühlberg.
Für das Jahr 1808 ist der Böttchermeister Johann Gottlob Münch verzeichnet, der 1840 nach Gründung der Weinbaugemeinde Niederlößnitz neben dem Gasthof Zur Weintraube und der Bertramschen Restauration in der Mittleren Bergstraße (heute Winzerstraße) die dritte Schankerlaubnis der Gemeinde besaß; zudem lag auf seinem Anwesen der Gemeindereiheschank. Erst 1845 wurde dem Pächter der Gräflich-Flemmingschen Weinberge, Johann Georg Schiemank, die nächste Genehmigung zum Gästesetzen in seinem Weinberg erteilt, woraus im Westen die nahegelegene Bergwirtschaft Paradies entstand. Münch folgte 1851 der Böttchermeister und Weinhändler Karl Gottlob Münch; auch er besaß den Niederlößnitzer Reiheschank. Er ließ 1853 einen Tanzsalon-Anbau aufrichten. Für den 27. August 1864 ist dann für Carl Gottlob Münch die Konzession verzeichnet, Wein, Bier und Branntwein ausschenken sowie kalte Speisen anrichten zu dürfen. Nach seinem Eigentümer hieß die Lokalität Münch´s Restauration. Im Juni 1889 beging Münch Suizid mittels Strangulation; seine Witwe Amalie Auguste führte den Betrieb für ein weiteres Jahr.
Zehn Jahre vorher, im Jahr 1878, war unter anderem Münchs Anwesen auch aus anderem Grund im Fokus der Diskussionen: Bis zu jenem Zeitpunkt ging der Fahrweg für Fuhrwerke, wie sie insbesondere die Steinbruchbesitzer im Lößnitzgrund wie die Baumeister Gebrüder Ziller verwendeten, nur von Münchs Gasthof über den dahinterliegenden steilen Münchberg in den Lößnitzgrund. Die Zillers und ihre Kollegen wollten zur besseren Erschließung des Talgrunds einen schon bestehenden Privatweg ausbauen lassen, was die Opposition des emeritierten Pfarrers Ahrendts und seines Ortsvereins hervorrief. Ahrendts Begründung gegenüber der Regierung war, dass auf die Gemeinde Niederlößnitz durch den Straßenausbau unverhältnismäßige finanzielle Lasten zukommen würden. Der sächsische Landtag wies die Petition zurück und stimmte dem Straßenausbau zu, welcher auf Anordnung der Regierung sofort in Angriff genommen werden musste.

Gasthaus Jägerhof von Süden, rechts der Lößnitzgrund (Postkarte um 1900).

Gasthaus Jägerhof von Osten (links unten), links oben die Goldschmidtvilla, rechts oben der Weinbergspavillon Jägerhofstraße 17a. Der Weinberg Paradies (Bildmitte) ist nach der Reblauskatastrophe verbuscht (Postkarte von 1906).

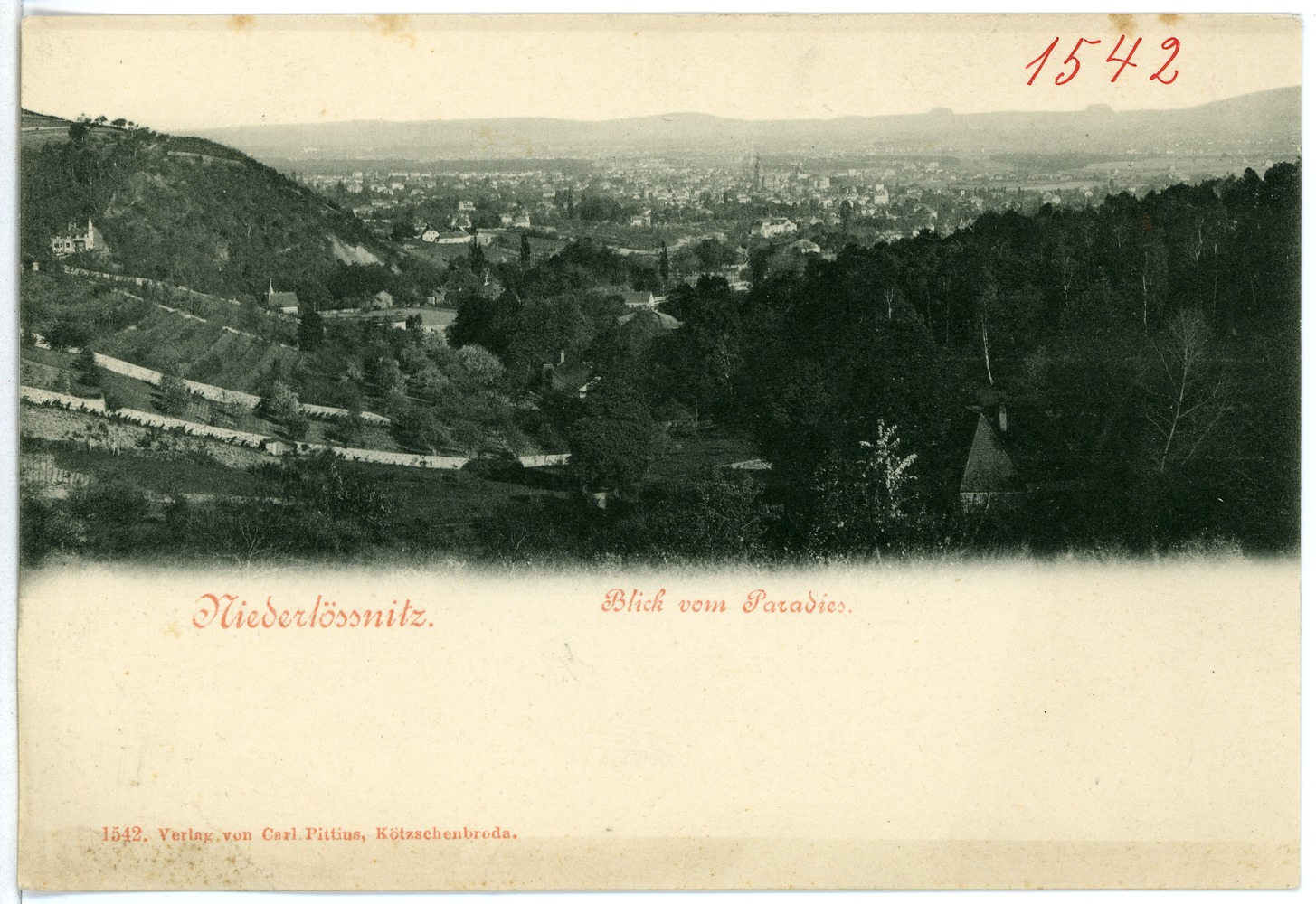
Blick vom Paradies Richtung Hoflößnitz und Dresden. Ganz links Villa Annabella, rechts unterhalb der Jägerhof

Im August 1890 erhielt der Restaurantbesitzer (Karl Friedrich) Wilhelm Merker die Konzession zur Schankwirtschaft einschließlich des Branntweinschanks. Er beantragte im Februar 1891 den Abbruch einer Scheune und eines Schuppens auf seinem Grundstück.
Im August 1892 erhielt (Adolf) Louis Eberhardt eine Interims-Konzession, zugleich beantragte er den Bau eines neuen Gaststättengebäudes, dessen Entwurf von dem Baumeister Adolf Neumann stammte, der auch die Bauausführung leitete. Im Oktober selben Jahres erging auch die eigentliche Konzession. Im Folgejahr wurde der Saalanbau errichtet und die Ausflugsgaststätte erhielt den Namen Jägerhof. Im Sommer 1895 erging die Erlaubnis, Tanzmusik für geschlossene Gesellschaften zu spielen. 1897 wurden zwei Schankkolonnaden im Garten errichtet und auch das Balkonzimmer im Obergeschoss mit Blick auf den Biergarten musste für die Bewirtschaftung eingerichtet werden. Auch eine Konzertmuschel sowie eine Freitanzdiele waren verfügbar, wobei letztere jedoch bald wieder beräumt wurde.
Nach der Jahrhundertwende, genauer 1901, gehörte das Anwesen oberhalb des Lößnitzgrunds Robert Julius Aug. Ernst Jacobi, die Schankerlaubnis erwarb im Juli seine Ehefrau Anna Charlotte Wilhelmine Auguste verehel. Jacobi, geb. Kerger. Im Dezember des Folgejahres erging die Konzession an Carl Heinrich Wilhelm Kietzer. Anderthalb Jahre später, im Juli 1904, wechselte sie zu dem bereits bekannten (Adolf) Louis Eberhardt sowie zu Anna Marie verehel. Schulz geb. Ende. Der ortsansässige Gendarm Hoppe vermerkte in seinen amtlichen Berichten, dass die Lokalität schlecht laufe. Einerseits wurde 1904 ein bestehendes Militärverbot für das Lokal aufgehoben, andererseits wurde die Gaststätte zum Versammlungslokal der Sozialdemokraten. Im Juli 1905 erhielt Franz Neumann die Konzession.
Im Jahr 1906 erfolgte nach den zahlreichen Besitzerwechseln die erste Zwangsversteigerung des Anwesens. Für 1907 ist Georg Heerhaber als Schankbesitzer dokumentiert.
Nach dem Ersten Weltkrieg kaufte 1920 Otto Emil Wike die Gaststätte und beantragte eine vorläufige Schankerlaubnis, die ihm jedoch in einer Gemeinderatssitzung am 11. Februar 1821 verweigert wurde. Bereits am 5. Februar des Jahres hatte Ludwig Max Heinrich Hesselbein den Jägerhof gekauft, der im Gegensatz zu seinem Vorgänger im April die Schankerlaubnis erhielt. Hesselbein eröffnete zu Pfingsten 1921 unter dem Namen Zum Jägerhof die komplett neu eingerichtete Gaststätte mit Gastraum, Gesellschaftszimmer, Festsaal, Terrasse und Lindengarten. Er bewarb seinen Jägerhof als „Wein-Restaurant und Café 1.Ranges“ und beschrieb, dass es über die Paradiesstraße nur 10 Minuten Fußweg von der Haltepunkt Weißes Roß seien. Dort hielt sowohl die Schmalspurbahn vom Bahnhof Radebeul Ost als auch die Überlandstraßenbahn Lößnitzbahn, beide mit Anschluss an Dresden. Als moderner Restaurationsbetrieb bot der Jägerhof nicht nur Ausspannmöglichkeiten für Kutschen an, sondern auch „Automobil-Boxen“. Mit der Hyperinflation von 1923 ging der Jägerhof Konkurs.
Es folgten 1924 Ernestine Henriette verw. Axt geb. Conradi, die „nach England geflüchtet sein [soll], weil ihr die Schulden über den Kopf gewachsen“ seien, 1925 eine Frau Axt, 1926 eine Zwangsversteigerung und Edmund Brückner als Erwerber; der jedoch gibt 1927 das Anwesen an Kurt Heinze weiter, der im Juni den Erlaubnisschein für den Ausschank erhielt, jedoch im Juli an Wenzeslaus Kosinski verkaufte, der wiederum im Oktober seine Schankgenehmigung erhielt. Diese wurde im November 1927 auf die Möglichkeit zu öffentlichem Tanz erweitert, was jedoch den folgenden Konkurs nicht verhinderte.
Im Mai 1930 erwarb Emma Gallas geb. Müller das Anwesen bei dessen dritter Zwangsversteigerung, im Oktober erging die Schankerlaubnis, der der Konkurs nebst später wieder aufgehobenem Haftbefehl gegen die Eigentümerin folgte.
Anlässlich der vierten Zwangsversteigerung im Jahr 1931 ging das Eigentum an den Gebr. Arnhold′schen Pensionsverein aus Dresden über (später Namensänderung in Dresdener Pensionsverein), der in die Baulichkeiten Wohnungen einbauen ließ, den Schankbetrieb jedoch aufrechterhielt: Schankpächter wurde Walter Herrling, der im August 1931 seine Konzession beantragte, diese jedoch erst im Mai des Folgejahres erhielt. 1937 pachtete Elisabeth Golunski die Gaststättenräumlichkeiten. In der Folgezeit erwarb sich der Jägerhof den Ruf, der „Puff von Radebeul“ zu sein. 1941 erfolgte die Schließung; Golunski und ihre verheiratete Schwester wurden wegen Kuppelei und Zuhälterei verhaftet und die Eigentümerin zu 3 Jahren Gefängnis und 300 RM Geldstrafe verurteilt.
Im Jahr 1942 übernahm der Fliesenleger Häse das stillgelegte Gaststättenanwesen, das ab da nur noch zu Wohnzwecken genutzt wurde. Unter anderem wohnte der Bildhauer Walter Howard im Jägerhof. Dort entstand auch seine Plastik „Die Sterngucker“, von der eine Kopie an der Radebeuler Volkssternwarte Adolph Diesterweg steht. Fast 50 Jahre hat der Naturkundler Fritz Jürgen Obst in dem Anwesen gewohnt.
Nach der Wende erfolgte die denkmalgerechte Instandsetzung als Mehrfamilienhaus.
2021 stand die Villa für 2,2 Millionen Euro zum Verkauf. Laut Beschreibung handelt es sich um eine Wohnfläche von 750 Quadratmetern in 24 Zimmern.